# Czarny realizm poetycki
Czarny realizm poetycki (fr. réalisme poétique) – datowany na lata 30. XX wieku nurt we francuskiej kinematografii. Obejmował filmy, których akcja toczyła się w środowisku proletariackim, opowiadające historie kryminalno-romantyczne, w których manifestowało się przeczucie nieuchronnej klęski.
Termin został spopularyzowany przez Thomasa Pillarda w odniesieniu do takich filmów, jak Zbrodnia i kara (1935) oraz La dernier tournant (1939) Pierre’a Chenala; Jenny (1936), Ludzie za mgłą (1938), Hotel du Nord (1938) i Brzask (1939) Marcela Carné; Ludzie z zaułka (1936) i Bestia ludzka (1938) Jeana Renoira; Pépé le Moko (1937) Juliena Duviviera; Le Puritain (1938) Jeffa Musso; Dziwny pan Victor (1938) Jeana Grémillona; Quartier sans soleil (1939) Dimitra Kirsanoffa. Niekiedy w poczet czarnego realizmu poetyckiego zalicza się też najwybitniejsze dzieło Renoira, Reguły gry (1939), a także Atalantę (1934) Jeana Vigo. Ważna dla rozwoju realizmu poetyckiego stała się postać aktora Jeana Gabina, który pojawiał się w większości filmów nurtu jako odtwórca ról melancholijnego, rozgoryczonego proletariusza. 
Kres nurtu przypadł na wybuch II wojny światowej, lecz wywarł on fundamentalny wpływ na amerykańskie kino noir. Na poetyce przyjętej przez takich twórców jak Renoir i Carné wzorował się Jean-Pierre Melville; elementy czarnego realizmu poetyckiego można też odnaleźć we francuskiej Nowej Fali.